# Pływanie na Letnich Igrzyskach Olimpijskich 1988 – 100 m stylem grzbietowym kobiet
100 m stylem grzbietowym kobiet – jedna z konkurencji pływackich, które odbyły się podczas XXIV Igrzysk Olimpijskich w Seulu. Eliminacje i finały miały miejsce 22 września 1988 roku.
Złoty medal zdobyła reprezentantka NRD Kristin Otto, która uzyskała czas 1:00,89. Srebrny medal wywalczyła Węgierka Krisztina Egerszegi (1:01,56), a brązowy rodaczka Otto, Cornelia Sirch (1:01,57).

## Rekordy
Przed zawodami rekord świata i rekord olimpijski wyglądały następująco:
| Rekord            | Zawodniczka   | Czas    | Miejsce | Data             |
| ----------------- | ------------- | ------- | ------- | ---------------- |
| Rekord świata     | Ina Kleber    | 1:00,59 | Moskwa  | 24 sierpnia 1984 |
| Rekord olimpijski | Rica Reinisch | 1:00,86 | Moskwa  | 23 lipca 1980    |

## Wyniki

### Eliminacje
Najszybsze osiem zawodniczek zakwalifikowało się do finału A (Q), a kolejne osiem do finału B (q).
| Miejsce | Wyścig | Zawodniczka         | Państwo                              | Czas    | Uwagi |
| ------- | ------ | ------------------- | ------------------------------------ | ------- | ----- |
| 1.      | 6      | Kristin Otto        | NRD                                  | 1:01,45 | Q     |
| 2.      | 5      | Cornelia Sirch      | NRD                                  | 1:01,63 | Q     |
| 3.      | 5      | Krisztina Egerszegi | Węgry                                | 1:02,09 | Q     |
| 4.      | 6      | Beth Barr           | Stany Zjednoczone                    | 1:02,63 | Q     |
| 5.      | 4      | Betsy Mitchell      | Stany Zjednoczone                    | 1:02,85 | Q     |
| 6.      | 5      | Silvia Poll         | Kostaryka                            | 1:03,21 | Q     |
| 7.      | 6      | Nicole Livingstone  | Australia                            | 1:03,26 | Q     |
| 8.      | 6      | Marion Aizpors      | RFN                                  | 1:03,27 | Q     |
| 9.      | 4      | Anca Pătrășcoiu     | Rumunia                              | 1:03,29 | q     |
| 10.     | 5      | Svenja Schlicht     | RFN                                  | 1:03,72 | q     |
| 11.     | 4      | Lorenza Vigarani    | Włochy                               | 1:03,96 | q     |
| 12.     | 5      | Lori Melien         | Kanada                               | 1:04,29 | q     |
| 13.     | 5      | Jolanda de Rover    | Holandia                             | 1:04,39 | q     |
| 14.     | 5      | Sharon Musson       | Nowa Zelandia                        | 1:04,58 | q     |
| 15.     | 6      | Katherine Read      | Wielka Brytania                      | 1:04,62 | q     |
| 16.     | 4      | Manuela Carosi      | Włochy                               | 1:04,69 | QSO   |
| 16.     | 6      | Karen Lord          | Australia                            | 1:04,69 | QSO   |
| 18.     | 5      | Sharon Page         | Wielka Brytania                      | 1:04,75 |       |
| 19.     | 4      | Bistra Gospodinowa  | Bułgaria                             | 1:04,91 |       |
| 20.     | 4      | Laurence Guillou    | Francja                              | 1:05,07 |       |
| 20.     | 4      | Eva Gysling         | Szwajcaria                           | 1:05,07 |       |
| 22.     | 6      | Johanna Larsson     | Szwecja                              | 1:05,10 |       |
| 23.     | 3      | Wang Bolin          | Chiny                                | 1:05,15 |       |
| 24.     | 6      | Satoko Morishita    | Japonia                              | 1:05,38 |       |
| 25.     | 4      | Sylvia Hume         | Nowa Zelandia                        | 1:05,81 |       |
| 26.     | 3      | Tomoko Onogi        | Japonia                              | 1:06,14 |       |
| 27.     | 3      | Michelle Smith      | Irlandia                             | 1:06,22 |       |
| 28.     | 3      | Akiko Thomson       | Filipiny                             | 1:06,51 |       |
| 29.     | 3      | Aileen Convery      | Irlandia                             | 1:06,73 |       |
| 30.     | 3      | Hong Ji-hee         | Korea Południowa                     | 1:08,33 |       |
| 31.     | 3      | Rita Jean Garay     | Portoryko                            | 1:08,58 |       |
| 32.     | 3      | Wang Chi            | Chińskie Tajpej                      | 1:09,56 |       |
| 33.     | 2      | Ana Joselina Fortin | Honduras                             | 1:10,10 |       |
| 34.     | 2      | Tricia Duncan       | Wyspy Dziewicze Stanów Zjednoczonych | 1:10,37 |       |
| 35.     | 2      | Tsang Wing Sze      | Hongkong                             | 1:10,50 |       |
| 36.     | 2      | Sharon Pickering    | Fidżi                                | 1:12,14 |       |
| 37.     | 1      | Angela Birch        | Fidżi                                | 1:13,48 |       |
| 38.     | 1      | Katerine Moreno     | Boliwia                              | 1:14,42 |       |
| 39.     | 2      | Elsa Freire         | Angola                               | 1:15,56 |       |
| 40.     | 1      | Carolina Araujo     | Mozambik                             | 1:15,86 |       |
| 41.     | 2      | Carla Fernandes     | Angola                               | 1:21,58 |       |

#### Swim-off
Runda 1
| Miejsce | Tor | Zawodniczka    | Państwo   | Czas    | Uwagi |
| ------- | --- | -------------- | --------- | ------- | ----- |
| 1.      | 5   | Manuela Carosi | Włochy    | 1:05,05 | QSO   |
| 1.      | 4   | Karen Lord     | Australia | 1:05,05 | QSO   |

Runda 2
| Miejsce | Tor | Zawodniczka    | Państwo   | Czas    | Uwagi |
| ------- | --- | -------------- | --------- | ------- | ----- |
| 1.      | 5   | Manuela Carosi | Włochy    | 1:04,62 | q     |
| 2.      | 4   | Karen Lord     | Australia | 1:04,75 |       |

### Finały

#### Finał B
| Miejsce | Tor | Zawodniczka      | Państwo         | Czas    | Uwagi |
| ------- | --- | ---------------- | --------------- | ------- | ----- |
| 1.      | 4   | Anca Pătrășcoiu  | Rumunia         | 1:03,33 |       |
| 2.      | 5   | Svenja Schlicht  | RFN             | 1:03,68 |       |
| 3.      | 8   | Manuela Carosi   | Włochy          | 1:03,80 |       |
| 4.      | 6   | Lori Melien      | Kanada          | 1:03,87 |       |
| 5.      | 3   | Lorenza Vigarani | Włochy          | 1:03,88 |       |
| 6.      | 2   | Jolanda de Rover | Holandia        | 1:04,11 |       |
| 7.      | 7   | Sharon Musson    | Nowa Zelandia   | 1:04,17 |       |
| 8.      | 1   | Katherine Read   | Wielka Brytania | 1:04,27 |       |

#### Finał A
| Miejsce | Tor | Zawodniczka         | Państwo           | Czas    | Uwagi |
| ------- | --- | ------------------- | ----------------- | ------- | ----- |
| 1 !     | 4   | Kristin Otto        | NRD               | 1:00,89 |       |
| 2 !     | 3   | Krisztina Egerszegi | Węgry             | 1:01,56 |       |
| 3 !     | 5   | Cornelia Sirch      | NRD               | 1:01,57 |       |
| 4.      | 2   | Betsy Mitchell      | Stany Zjednoczone | 1:02,71 |       |
| 5.      | 6   | Beth Barr           | Stany Zjednoczone | 1:02,78 |       |
| 6.      | 7   | Silvia Poll         | Kostaryka         | 1:03,34 |       |
| 7.      | 1   | Nicole Livingstone  | Australia         | 1:04,15 |       |
| 8.      | 8   | Marion Aizpors      | RFN               | 1:04,19 |       |